# LoveScout24
LoveScout24 (vormals Friendscout24) ist ein Dating-Portal, das von der in München ansässigen FriendScout24 GmbH betrieben wird und in verschiedenen europäischen Ländern Partnersuche über das Internet anbietet. Das Unternehmen gehört seit Juli 2014 zur Meetic Group, die wiederum zur Match Group gehört.

## Das Unternehmen

### Daten und Fakten
Nach eigenen Angaben von LoveScout24 sind deutschlandweit pro Monat rund 1 Million Mitglieder aktiv. Die Registrierung ist kostenlos, weiterführende Dienste sind kostenpflichtig. Die Preise der Abos richten sich auch nach dem Alter. Das Angebot für Personen zwischen 18 und 29 Jahren ist günstiger, als für Personen ab 30 Jahren.
Hervorgegangen ist LoveScout24 bzw. FriendScout24 aus der privat initiierten Partnerbörse „peopleunited.de“ (betrieben von der 1996 gegründeten und 2000 aufgelösten People United GmbH).
Im Jahr 2016 verbuchte die FriendScout24 GmbH einen Gewinn von ca. 4,4 Mio. Euro. Im Jahr 2022 lag der Gewinn laut Jahresabschluss bei ca. 644.000 Euro. Im Jahr 2016 wurde FriendScout24 Testsieger bei Stiftung Warentest mit einer Note von 1,8. Getestet wurden Sechs Singlebörsen und fünf Partnervermittlungen.
Die Webseite ist vom TÜV Süd zertifiziert und erfüllt die Anforderungen zur Softwarequalität bezüglich Funktionalität (ISO/IEC 25052:2014) und Usability (DIN/EN/ISO 9241-110:2020, Teil 110).

### Portalfunktionen
Bei der Registrierung gibt Nutzer ein Pseudonym an. Nach der Registrierung steht jedem Mitglied ein Profil zur Selbstdarstellung zur Verfügung. Neben Fragen über die eigene Person (Geburtsdatum, Beruf, Aussehen) und einem einleitenden Freitext gab es bis zum Redesign am 17. Juni 2015 noch 25 weitere Fragen zum Aussehen des Wunschpartners, Beziehungsvorstellungen, Sternzeichen oder Lieblingsliteratur etc. „Auf vielfachen Wunsch“ wurden diese „jedoch nicht übernommen“, also entfernt, die Anzahl der weiteren Freitexte wurde auf fünf reduziert. 
Die Singlesuche findet über verschiedene Suchmasken statt. Bei der Schnellsuche werden lediglich Geschlecht, Alter, Postleitzahl und Wohnort eingegeben. Bei der detaillierten Suche kann jedes Mitglied Angaben zu Alter, Aussehen, Bildung, Familienstand und Lebensstil des Traumpartners vornehmen. Es kann auch nach gleichgeschlechtlichen Beziehungen gesucht werden.
Um mit anderen Nutzern in Kontakt zu treten, können ein Chat, gewöhnliche Nachrichten oder das Versenden eines sogenannten Flirtkontakts mit vorgefertigten Textbausteinen genutzt werden. LoveScout24 bietet mit einer App für iOS und Android-basierten Systemen sowie einem WAP-Dienst einen Service für Nutzer von mobilen Endgeräten an. Nicht zahlende Mitglieder können dabei auf einige zentrale Funktionen der Website zugreifen (zum Beispiel Profilsuche und -anzeige, Liste der Besucher des eigenen Profil sowie Nachrichten empfangen). Antworten per E-Mail können nur zahlende Kunden, den nicht-zahlenden bleibt die Möglichkeit, über ein sogenanntes Dateroulette den symbolischen Baustein „Ich möchte mich mit dir treffen“ abzusenden. 

Ursprüngliches Logo

### Mitgliederservice und Kosten
Die Verteilung der Mitglieder nach Geschlecht ist nach eigenen Angaben von LoveScout24 ausgewogen und liegt bei einer Verteilung der angemeldeten Mitglieder von ungefähr 45 % Frauen, die auf 55 % Männer treffen. Um Nachrichten zu lesen und um unter anderem die Besucherliste zu sehen, ist eine der verschiedenartigen kostenpflichtigen Premiummitgliedschaften erforderlich. Eine standardisierte Interessensbekundung über einen Flirtkontakt kann auch von nicht-zahlenden Mitgliedern an andere Profile gesendet, aber nur von zahlenden Mitgliedern eingesehen werden. Dadurch entstehen nicht selten Missverständnisse, denn das Gegenüber will die Anfrage nicht ignorieren, ist aber technisch eingeschränkt.

### International
Die Marke LoveScout24 wird neben Deutschland in Österreich (2004) und der Schweiz (2004) unter der jeweiligen nationalen Top-Level-Domain angeboten. Zuvor wurde das Produkt ab 2005 in Spanien, ab 2006 in Italien und 2008 in den Niederlanden sowie ab 2009 in Belgien angeboten.

## Kritik
In zahlreichen Foren und Erfahrungsberichten geben die zahlpflichtigen Abos, vor allem die intransparenten Kündigungsmöglichkeiten in diesem Zusammenhang, häufig Anstoß zur Kritik. Weiterhin werden die manchmal intransparenten Kostenarten der Premiummitgliedschaft bemängelt sowie viele Profile von Fakes und Scammern.